# Station Hough Green
Hough Green is een spoorwegstation van National Rail in Hough Green, Halton in Engeland. Het station is eigendom van Network Rail en wordt beheerd door Northern Rail. Het station is Grade II listed